# ورونو
ورونو (به ایتالیایی: Veruno) یک کومونه در ایتالیا است که در استان نووارا واقع شده‌است.

## خصوصیات
ورونو ۱۰٫۲ کیلومترمربع مساحت و ۱٬۷۲۲ نفر جمعیت دارد و ۳۰۰ متر بالاتر از سطح دریا واقع شده‌است.